# 妖花忍法帖
「妖花忍法帖」（ようかにんぽうちょう）は、日本のバンド陰陽座の3枚目のシングル。2002年12月25日発売。発売元はキングレコード。

## 概要
- 前作から約1年ぶりのリリース。アルバム『鳳翼麟瞳』の先行シングル。

## 収録曲
- 全作詞・作曲：瞬火、編曲：陰陽座

1. 妖花忍法帖（ようかにんぽうちょう）
2. わいら
3. 目々蓮（もくもくれん）
4. 妖花忍法帖（からおけ）

## 収録アルバム
- オリジナルアルバム『鳳翼麟瞳』（2003年1月22日）
- ベストアルバム『陰陽珠玉』（2006年2月8日）
- ボックスセット『陰陽大全』（2010年12月22日）
- ボックスセット『単盤大全』（2019年12月4日）
- ボックスセット『廿魂大全』（2019年12月4日）

## タイアップ
- 「妖花忍法帖」：テレビ朝日系「ワールドプロレスリング」ファイティングミュージック（エンディングテーマ）